# Ivan Basara
Ivan Basara (in serbo Иван Басара?; Belgrado, 25 ottobre 1988) è un pallanuotista serbo.

## Carriera
Cresciuto nelle file del Beograd, squadra della sua città natale, si trasferisce al Vojvodina di Novi Sad nel 2009. Torna a Belgrado nel 2012 indossando la calottina del Partizan per una stagione e vincendo il campionato serbo, per poi passare al Radnički nel 2013. Con la squadra di Kragujevac ha disputato una finale di LEN Champions League nel 2014 (persa contro il Barceloneta) ed ha vinto una Coppa di Serbia.
Nel 2015 firma per il club ungherese del Vasutas Pécs. Nel 2021 e 2023 conquista altre due Coppe di Serbia, entrambe con la calottina dello Stella Rossa.
Ha conquistato un bronzo alle Universiadi del 2009 con la propria nazionale.